# Små citroner gula (film)
Små citroner gula är en svensk romantisk komedifilm från 2013 i regi av Teresa Fabik. I rollerna ses bland andra Rakel Wärmländer, Dan Ekborg och Josefin Bornebusch.

## Om filmen
Inspelningen ägde rum under hösten 2011 i Trollhättan. Filmens förlaga var romanen Små citroner gula av Kajsa Ingemarsson (2004), vilken omarbetades till filmmanus av Vasa och Johan Kindblom. Filmen producerades av Pontus Sjöman och fotades av Anders Bohman. Den klipptes av Håkan Karlsson och premiärvisades 20 februari 2013.

## Handling
29-åriga Agnes älskar sitt jobb i restaurangbranschen och sin pojkvän Tobias. Men plötsligt en dag förlorar hon allt: hon får sparken efter en incident på restaurangen och Tobias lämnar henne för en yngre kvinna. Hon flyr förkrossad till föräldrahemmet, men allting förändras till det bättre när hon blir erbjuden delägarskap i en ny restaurang.

## Rollista
- Rakel Wärmländer – Agnes
- Dan Ekborg	– Gerard
- Josefin Bornebusch	– Lussan
- Sverrir Gudnason – David Kummel
- Tomas von Brömssen	– pappa Sven
- Anki Lidén	– mamma Maud
- Eric Ericson – Kalle
- Sofia Rönnegård – Pernilla
- David Tainton – Paolo
- Iwa Boman – Röda faran
- Richard Ulfsäter - Tobias

## Mottagande
Filmen fick ett blandat mottagande och har medelbetyget 2,7/5 på Kritiker.se, baserat på tjugo recensioner. Filmen fick som högst 3/5 i betyg, bland annat av Aftonbladet, Moviezine och Sydsvenskan. Allra sämst betyg fick den av Göteborgs-Posten som gav den sitt lägsta betyg (0/5).

## Musik
- "Lilla snigel" (trad.)
- "Längtan till Italien" (Birger Sjöberg, arrangerad av Anders Niska, Klas Wahl och Bernt Törnblom)
- "Let's Make Love" (Ida Redig)
- "Everywhere" (Christine McVie)
- "Taste It" (Aksel Odenbalk)
- "Agnes" (Niklas Olsson)